# I Raccontastorie
I Raccontastorie è una raccolta di 149 fiabe, favole e filastrocche suddivise in ventisei fascicoli quindicinali pubblicati in Italia nel biennio 1983-1984. Sono stati pubblicati nuovamente alla fine di quello stesso decennio.
È la traduzione italiana condotta in Italia dallo Studio Editoriale Srl, del Gruppo Walk Over, della rivista a fascicoli Story Teller (venduta come Story Time in Australia e Nuova Zelanda) pubblicata dalla Marshall Cavendish tra il 1982 e il 1985. L'obiettivo dell'operazione editoriale era quello di possedere, come indicava ogni copertina, «una raccolta dei più bei racconti di tutti i tempi e di tutto il mondo».
Due erano le caratteristiche distintive delle cassette audio: la sigletta che introduceva e concludeva ogni nastro e il caratteristico "ping" che suonava quando era il momento di girare le pagine del fascicolo e serviva ad incoraggiare i bambini a leggere mentre ascoltavano la cassetta. La scampanellante sigletta è un brano di Ted Atking e Alain Feanch intitolato "Children's Carnival" ovvero "Carnevale dei bambini".
Vi furono anche due uscite speciali durante il Natale 1983 (supplemento al numero 5) e 1984 (supplemento al numero 16) contenenti rispettivamente 13 e 12 racconti che si vanno ad aggiungere ai succitati 149 della raccolta ordinaria.
Le storie venivano lette ed interpretate da famosi attori di cinema e teatro la cui voce si poteva ascoltare su una audiocassetta di 45 minuti inclusa in ogni fascicolo.
L'opera si poteva raccogliere in due appositi raccoglitori rossi, venduti separatamente, i quali fornivano protezione ai 26 volumetti. Le audiocassette potevano essere inserite e conservate in una valigetta venduta separatamente.
Il successo della serie spinse gli editori a tradurre e pubblicare anche una seconda serie, dal titolo C'era una volta.

## Le storie
I racconti, le favole e le filastrocche dei Raccontastorie spaziavano dalle più classiche (La Bella Addormentata nel Bosco, La Bella e la Bestia, Pinocchio) alle più moderne (Guglielmo Tell, Le macchinine di Ford, Il motorino di Michele), e si ispiravano, fra le altre, alla cultura medievale (Raperonzolo), orientale (Sinbad e la valle dei diamanti, La venditrice di manghi), ottocentesco-occidentale (I viaggi di Gulliver) per arrivare alla surreale (Aldo in Arcadia).
Spesso sostenute da una morale, ma anche dal puro diletto del contare, le storie presentavano un'ampia rosa di temi come l'astuzia, l'intelligenza, la povertà, la furbizia, la fortuna e la bontà verso il prossimo.
Il lettore poteva seguirne la lettura nel volumetto illustrato con disegni e tavole particolarmente curate e realizzate in sintonia con la fiaba, fosse essa stata moderna, classica o surreale.
All'interno inoltre si trovavano alcune pagine da staccare e colorare raffiguranti le favole stesse del volume.
La raccolta era costituita dalle seguenti:
- Abdullà e il genio
- A cena con un mago
- L'acciarino
- L'albero delle scarpe
- Aldo in arcadia
- Ammazzasette
- Angelo Perfetti
- Il babbo, il gatto e l'albero
- La balena cambia aria
- La bandiera fatata
- Bastoncello
- Bastoncello e il carrozzone delle sorprese
- Bastoncello cattura una cucuzza
- La bella addormentata
- La bella e la bestia
- I berretti da notte rossi
- Le bretelle scarlatte
- Il brutto anatroccolo
- Il canale di Simone
- Il cane e l'osso
- Capitan Bones
- Il cappello nuovo di Bastoncello
- Cappuccetto rosso
- Il cavallo incantato
- Cenerentola
- Chi è il più forte?
- La cicala e la formica
- Il compleanno di Bastoncello
- Il coniglio forzuto
- La creazione dell'uomo
- Davide e Golia
- Dodo e la pignatta d'oro
- Dora e il canguro
- Dove può nascondersi un elefante?
- Gli elfi e il calzolaio
- È qui e là
- Estatico falco
- La fanciulla verde del lago
- La fiaba del treno
- Il figlio del sole
- Il filo di arianna
- La gara della grande torta
- Il gatto con gli stivali
- La giacca volante
- Giacomino e la pianta di fagioli
- Il gigante egoista
- Il giullare mingherlino
- Il giullare mingherlino e il castello scomparso
- Gobbolino, il gatto della strega
- Gobbolino, il gatto della nave
- Gobbolino, il gatto del cavaliere
- Gobbolino, il gatto di casa
- Gorgo l'orco
- La grande occasione di Memo
- Il grande omone peloso
- Il gufo e la gattina
- Guglielmo Tell
- Hänsel e Gretel
- Heidi
- Il leone e il pavone
- Il leone e il topo
- Un leone a scuola
- La lepre e la tartaruga
- Il libro degli animali
- La luna e lo stagno
- Il lupo lupo travestito da pecora
- Lutra la lontra
- Le macchinine di Ford
- Il madornale errore di Virgilio
- Maristella e Bollicino
- Il martello rubato
- Mignolina
- La mosca umana
- Il mostro del tempio
- Il motorino di Michele
- Un mucchio di guai
- Nasone
- Il natale precoce di babbo natale
- Una nave in mezzo al mare
- Niente muli
- Non dire quattro
- L'oca dalle uova d'oro
- L'ometto di pan pepato
- L'orco della foresta
- L'orso gentile
- Padron tigre
- Nel paese di Bam Bim Bum
- Papà William
- Il parasole
- Perché la giraffa non sa parlare
- Un pianoforte in fuga
- Il piccolo spettro di villa spettri
- Il pifferaio magico
- Pinocchio
- Più saggia dello zar
- Il porcellino salvadanaio volante
- Un porcospino impara a volare
- Praseidimio
- Il primo volo
- Il principe felice
- Il principe potente
- Il principe ranocchio
- La principessa sul pisello
- Rabarbaro Ted
- La ragazza guerriera
- Il ragazzo che gridava al lupo
- Rana, gatto e gallinella
- Raperonzolo
- La regina delle nevi
- Il regno delle foche
- Reticolo e il ballo in maschera
- Riccioli d'oro
- Ruggire alle tigri
- Sai mantenere un segreto?
- Saputello e il mangia-maestri
- Lo scontro di zia Giovanna
- Ser Giorgio e il drago
- La sfida dei tortini
- La siepe e l'albero
- Il signor Babau
- Il signor Smilzetto
- Sinbad e la valle dei diamanti
- Sinbad e le isole fantastiche
- Il soldatino di stagno
- Storipazza
- Lo strano rompicapo di Lella
- Lo strano viaggio di Narana
- Lo straordinario viaggio di Dentone
- Tamburino e lo zingaro
- Tamburino corre per salvarsi la vita
- La tartaruga sciocca
- Il tocco di Mida
- La topina di campagna e la topina di città
- I tre capri rochi
- Tre chiazze spelacchiate
- I tre desideri
- I tre porcellini
- L'ultima fetta di arcobaleno
- Gli undici cigni selvatici
- Il vaso di Pandora
- Il vecchio di Livorno
- La venditrice di manghi
- I vestiti nuovi dell'imperatore
- I viaggi di Gulliver
- I vicini rumorosi
- Vichi e il go-kart magico
- La volpe e il corvo
- La volpe ingorda
- Von Krest, il castiga-galline
- Vorrei, vorrei

Nell'edizione speciale del Natale 1983:
- Din don, senti le campane
- La scappatella di Bullo
- Il soldatino di cioccolato
- Bastoncello e l'albero di natale
- Il natale di re Giovanni
- Biancaneve e i sette nani
- Santa notte
- Buon Natale, Babbo Natale!
- Ciò che Lisa vuole
- La lampada di aladino
- Il colossale furto della slitta
- Il primo natale
- In cerca dei re dei re

Nell'edizione speciale del Natale 1984:
- Guarda in su, guarda in giù
- L'avventura di natale di Gobbolino
- Bippo il satellite e la nave stellare
- Il natale in casa di Talpone
- Il natale al sole di Babbo Natale
- Il buon re Venceslao
- Dick Whittington e il suo gatto
- La storia del piccolo abete
- La torta delle fate
- Gorgo l'orco e il gigante
- Un canto di natale
- Auguri di buon natale

## Gli attori, le attrici e la loro interpretazione
Le letture venivano interpretate da famosi attori e attrici dell'epoca con stile brillante e scorrevole, con intonazioni e pause giuste, come riportato nell'introduzione del primo volume. Tipico era il breve suono di un campanello quando si doveva girare la pagina.
Presero parte all'opera, per l'edizione italiana, i seguenti attori e attrici:
- Ottavia Piccolo
- Giancarlo Dettori
- Giulia Lazzarini
- Franco Parenti
- Valeria Falcinelli
- Piera Degli Esposti
- Augusto Di Bono
- Gianni Quilico
- Massimiliano Bucarella
- Paolo Poli
- Carlo Cataneo
- Gastone Moschin
- Paolo Torrisi
- Lucia Poli
- Annamaria Guarnieri
- Paolo Ferrari
- Mariangela Melato
- Riccardo Peroni
- Giorgio Melazzi
- Lella Costa
- Giulietta Masina
- Oreste Lionello
- Marisa Mazzoni
- Milena Vukotic
- Silvano Piccardi
- Giuliana De Sio
- Carlo Bonomi
- Giorgio Gaber
- Maria Teresa Letizia
- Sergio Fantoni
- Cinzia Mantegazza
- Paola Gassman
- Ugo Pagliai
- Narcisa Bonati
- Lina Volonghi
- Andrea Giordana
- Pamela Villoresi
- Liliana Feldmann
- Giuliana Lojodice
- Aroldo Tieri
- Valeria Valeri
- Claudio Beccari
- Bruno Slaviero
- Ombretta Colli
- Nando Gazzolo

Nell'edizione speciale del Natale 1983:
- Lucia Poli
- Riccardo Peroni
- Paolo Poli
- Giulia Lazzarini
- Carlo Bonomi
- Sergio Fantoni

Nell'edizione speciale del Natale 1984:
- Lucia Poli
- Valeria Falcinelli
- Giulia Lazzarini
- Carlo Bonomi
- Silvano Piccardi